# Masters de tennis masculin 1992
Les ATP Tour World Championships 1992 sont la 23e édition du Masters de tennis masculin, qui réunit les huit meilleurs joueurs disponibles en fin de saison ATP en simple. Les huit meilleures équipes de double sont également réunies pour la 19e fois.

## Faits marquants
Ivan Lendl (no 8) se qualifie pour la 13e et dernière année consécutive, mais renonce pour la première fois à venir défendre ses chances. Andre Agassi no 9 ne le remplaçant pas, c'est Krajicek (no 10) qui prend la dernière place qualificative.

## Simple

### Participants
| #  | Rang | Joueur           | Pays            |
| -- | ---- | ---------------- | --------------- |
| 1. | 1    | Jim Courier      | États-Unis      |
| 2. | 2    | Stefan Edberg    | Suède           |
| 3. | 3    | Pete Sampras     | États-Unis      |
| 4. | 4    | Goran Ivanišević | Croatie         |
| 5. | 5    | Michael Chang    | États-Unis      |
| 6. | 6    | Petr Korda       | Tchécoslovaquie |
| 7. | 7    | Boris Becker     | Allemagne       |
| 8. | 10   | Richard Krajicek | Pays-Bas        |

### Phase de groupes

#### Groupe rouge
- Résultats

| Joueur 1      | Joueur 2      | Score         |
| Stefan Edberg | Petr Korda    | 6-3, 7-69     |
| Pete Sampras  | Boris Becker  | 7-65, 7-63    |
| Boris Becker  | Petr Korda    | 6-4, 6-2      |
| Pete Sampras  | Stefan Edberg | 6-3, 3-6, 7-5 |
| Boris Becker  | Stefan Edberg | 6-4, 6-0      |
| Pete Sampras  | Petr Korda    | 3-6, 6-3, 6-3 |

- Classement

| #  | Rang | Joueur        | Matches G - P | Sets G - P | Jeux G - P |
| -- | ---- | ------------- | ------------- | ---------- | ---------- |
| 1. | 3    | Pete Sampras  | 3 - 0         | 6 - 2      | 45 - 38    |
| 2. | 7    | Boris Becker  | 2 - 1         | 4 - 2      | 36 - 24    |
| 3. | 2    | Stefan Edberg | 1 - 2         | 3 - 4      | 31 - 37    |
| 4. | 6    | Petr Korda    | 0 - 3         | 1 - 6      | 27 - 40    |

#### Groupe blanc
- Résultats

| Joueur 1         | Joueur 2         | Score           |
| Goran Ivanišević | Michael Chang    | 7-64, 6-2       |
| Jim Courier      | Richard Krajicek | 64-7, 7-61, 7-5 |
| Richard Krajicek | Michael Chang    | 2-6, 6-3, 7-64  |
| Goran Ivanišević | Jim Courier      | 6-3, 6-3        |
| Goran Ivanišević | Richard Krajicek | 6-4, 6-3        |
| Jim Courier      | Michael Chang    | 7-5, 6-2        |

- Classement

| #  | Rang | Joueur           | Matches G - P | Sets G - P | Jeux G - P |
| -- | ---- | ---------------- | ------------- | ---------- | ---------- |
| 1. | 4    | Goran Ivanišević | 3 - 0         | 6 - 0      | 37 - 21    |
| 2. | 1    | Jim Courier      | 2 - 1         | 4 - 3      | 39 - 37    |
| 3. | 8    | Richard Krajicek | 1 - 2         | 3 - 5      | 40 - 47    |
| 4. | 5    | Michael Chang    | 0 - 3         | 1 - 6      | 30 - 41    |

### Phase finale
|  |                  |            |             |            |            |              |     |        |        |        |        |        |        |        |
|  | 1/2 finale       | 1/2 finale | 1/2 finale  | 1/2 finale | 1/2 finale |              |     | Finale | Finale | Finale | Finale | Finale | Finale | Finale |
|  |                  |            |             |            |            |              |     |        |        |        |        |        |        |        |
|  |                  |            |             |            |            |              |     |        |        |        |        |        |        |        |
|  | Boris Becker     | (7)        | 4           | 6          | 7          |              |     |        |        |        |        |        |        |        |
|  | Boris Becker     | (7)        | 4           | 6          | 7          |              |     |        |        |        |        |        |        |        |
|  | Goran Ivanišević | (4)        | 6           | 4          | 67         |              |     |        |        |        |        |        |        |        |
|  | Goran Ivanišević | (4)        | 6           | 4          | 67         | Boris Becker | (7) | 6      | 6      | 7      |        |        |        |        |
|  |                  |            |             |            |            | Boris Becker | (7) | 6      | 6      | 7      |        |        |        |        |
|  |                  |            | Jim Courier | (1)        | 4          | 3            | 5   |        |        |        |        |        |        |        |
|  | Jim Courier      | (1)        | Jim Courier | (1)        | 4          | 3            | 5   | 7      | 7      |        |        |        |        |        |
|  | Jim Courier      | (1)        |             |            |            |              |     | 7      | 7      |        |        |        |        |        |
|  | Pete Sampras     | (3)        | 65          | 64         |            |              |     |        |        |        |        |        |        |        |
|  | Pete Sampras     | (3)        | 65          | 64         |            |              |     |        |        |        |        |        |        |        |

## Double

### Participants
| No | Équipe                         | Résultat (V, D)           |
| -- | ------------------------------ | ------------------------- |
| 1  | Todd Woodbridge Mark Woodforde | Victoire (4V, 1D)         |
| 2  | Jim Grabb Richey Reneberg      | Phase de groupes (1V, 2D) |
| 3  | Kelly Jones Rick Leach         | Phase de groupes (1V, 2D) |
| 4  | John Fitzgerald Anders Järryd  | Finale (4V, 1D)           |
| 5  | Tom Nijssen Cyril Suk          | Phase de groupes (0V, 3D) |
| 6  | Mark Kratzmann Wally Masur     | Demi-finale (2V, 2D)      |
| 7  | Sergio Casal Emilio Sánchez    | Demi-finale (2V, 2D)      |
| 8  | Steve DeVries David Macpherson | Phase de groupes (1V, 2D) |

### Phase finale
|  |                                |            |                                |            |                               |     |   |        |        |        |        |        |        |        |
|  | 1/2 finale                     | 1/2 finale | 1/2 finale                     | 1/2 finale | 1/2 finale                    |     |   | Finale | Finale | Finale | Finale | Finale | Finale | Finale |
|  |                                |            |                                |            |                               |     |   |        |        |        |        |        |        |        |
|  |                                |            |                                |            |                               |     |   |        |        |        |        |        |        |        |
|  | John Fitzgerald Anders Järryd  | (4)        | 7                              | 6          |                               |     |   |        |        |        |        |        |        |        |
|  | John Fitzgerald Anders Järryd  | (4)        | 7                              | 6          |                               |     |   |        |        |        |        |        |        |        |
|  | Mark Kratzmann Wally Masur     | (6)        | 6                              | 3          |                               |     |   |        |        |        |        |        |        |        |
|  | Mark Kratzmann Wally Masur     | (6)        | 6                              | 3          | John Fitzgerald Anders Järryd | (4) | 2 | 6      | 7      | 6      | 3      |        |        |        |
|  |                                |            |                                |            |                               | (4) | 2 | 6      | 7      | 6      | 3      |        |        |        |
|  |                                |            | Todd Woodbridge Mark Woodforde | (1)        | 6                             | 7   | 5 | 3      | 6      |        |        |        |        |        |
|  | Todd Woodbridge Mark Woodforde | (1)        | Todd Woodbridge Mark Woodforde | (1)        | 6                             | 7   | 5 | 3      | 6      | 4      | 6      | 6      |        |        |
|  | Todd Woodbridge Mark Woodforde | (1)        |                                |            |                               |     |   |        |        | 4      | 6      | 6      |        |        |
|  | Sergio Casal Emilio Sánchez    | (7)        | 6                              | 1          | 4                             |     |   |        |        |        |        |        |        |        |
|  | Sergio Casal Emilio Sánchez    | (7)        | 6                              | 1          | 4                             |     |   |        |        |        |        |        |        |        |